# 西乡中学
西乡中学是广东省深圳市的一所公办完全中学，位于宝安区西乡街道，简称西中。学校创办于1969年，是官方机构认定的广东省一级学校、现代技术教育试验学校、第一批国家级示范性高中及深圳市高中教学先进单位、航空特色学校、教育系统先进单位、高考与中考定点考场。2011年在校初中与高中学生总数为5300人，高中生全寄宿。现有初中部高中部两个校区。

## 地理位置

### 高中部位置
地址：深圳市宝安区西乡街道兴业路3015号

### 初中部位置
地址：深圳市宝安区西乡街道龙吟二路121号

## 历史
- 1969年9月创立。

## 教育成果
- 2011年有109名学生被中国重点大学录取,2012年高考重点大学上线人数为138人。[2]
- 2020年西乡中学美术科组入选高中新课程新教材实施国家级首批学科示范基地，语文、物理、历史、政治、美术、音乐6个科组被遴选为宝安区学科示范基地。

## 师资水平
- 2011年有教职员工454人。

## 喊楼
2012年高考前夕，西乡中学高一和高二两个年级的师生集体站立在教学楼走廊及楼下空旷广场，为本校参加高考的高三学呐喊助威：加油吧!高考无敌，所向披靡……。